# Арсеније Сечујац
Арсеније Сечујац (1720-1814) био је знаменити Сремац, пуковник и генерал мајор, а познатији као син капетана Варадинског пука, Ђорђа Сечујца.

## Биографија
Арсеније Сечујац је рођен у Моровићу код Шида, у сремском округу, 1720. године. Његов отац Ђорђе Сечујац био је војни командант у хабзбуршкој војсци, а мајка му се звала Ана Станисављевић. Имао је и два брата који су такође били војници.
Сечујац се војсци прикључио 1741. године. Био је учесник многих ратова (Седмогодишњи рат, пруски ратови) у којима је и одликован. Нарочито се истакао при заузећу тврђаве Швајдниц 1761. године, након чега је одликован орденом Реда Марије Терезије.  Потпуковник постаје 1764., а децембра 1767. добио је аустријски баронат са предикатом "од Хелденфелда".
Сечујац је организовао Илирски пук са Дунавске границе и постао пуковник и заповедник Тринаестог граничарског пука у Белој Цркви. Затим је премештен у Винковце, да би 1783. године постао генерал мајор. У Винковцима се сукобио са надређеним генералом, те је 1786. пензионисан. Вероватно на његову молбу, одобрен му је боравак у Будиму, а потом и у Бечу.
У марту 1790. године постављен је за дворског саветника илирске дворске канцеларије, а две године касније поново је пензионисан.
Био је вођа политичке групе која је заговарала уједињење Срба. Подржавао је рад Доситеја Обрадовића.
Његова ћерка Софија била је удата за Христофора Наку, чувеног богаташа тога времена.
Арсеније Сечујац је умро у Бечу 1814. године.